# بيقية مدببة
البيقية المدببة (باللاتينية: Vicia cuspidata) نوع نباتي يتبع جنس البيقية من الفصيلة البقولية المعروفة بقدرتها على تثبيت النيتروجين الجوي من خلال بكتيريا المستجذرة أو الرايزوبيوم. تعد من الأعشاب حيث تنمو بريًا في كثير من المناطق وفي الحقول الزراعية.

## الموئل والانتشار
موطنها المشرق العربي واليونان وتركيا.

## مرادفات للاسم العلمي
- (باللاتينية: Vicia gracilior (Popov) Popov)
- (باللاتينية: Vicia megalosperma M. Bieb.)
- (باللاتينية: Vicia peregrina var. gracilior Popov)